# 彼得·斐迪南 (奧地利-托斯卡納)
彼得·斐迪南（德語：Peter Ferdinand von Österreich-Toskana，1874年5月12日—1948年11月8日），托斯卡納大公家族首領，末代大公費迪南多四世的第三子。
第一次世界大戰期間，彼得·斐迪南加入奧匈帝國軍隊，參與了科馬羅夫戰役、卡波雷托戰役等。

## 家庭
1900年，彼得·斐迪南與末代兩西西里國王法蘭西斯科二世的姪女瑪麗亞·克里斯蒂娜結婚，兩人共有2子2女：
- 戈特佛萊德大公（1902年—1984年），1948年成為托斯卡納大公家族首領
- 海倫女大公（英语：Archduchess Helena of Austria）（1903年—1924年）
- 格奧爾格大公（1905年—1952年）
- 羅莎女大公（英语：Archduchess Rosa of Austria）（1906年—1983年），符騰堡公爵夫人